# Xian de Yanling (Hunan)
Pour les articles homonymes, voir Yanling.
Le xian de Yanling (炎陵县 ; pinyin : Yánlíng Xiàn) est un district administratif de la province du Hunan en Chine. Il est placé sous la juridiction de la ville-préfecture de Zhuzhou.

## Démographie
La population du district était de 175 915 habitants en 1999.